# 古洞南農業園
古洞南農業園（英語：Kwu Tung South Agricultural Park）是土木工程拓展署和漁農自然護理署推展的香港農業現代化設施，以提高香港農業的生產力和競爭力。政府期望第一期工程完成後每年可以生產340公噸蔬菜。

## 歷史
2016年《香港施政報告》提及需要成立五億港元的農業持續發展基金。政府因而斥資1億7660萬港元興建，並利用5.1億港元進行收地。其中第一期農業園收地面積約8公頃，並興建11公頃農業園，已於2022年年底開始投入運作。為此政府收回67幅私人土地。第二期工程涉及徵收15.6公頃土地，並興建82公頃的農業園，其中68公頃為農地。地政總署於2024年5月刊憲收回150幅私人土地，工程預計2025年開展。
審計署於2024年4月發表的審計報告指出，古洞南農業園第一期工程超支約4000萬港元並延誤6個月，同時已租出的農地有9個未能達到目標產量。